# Inchon
Incheon o Inchon (coreà: 인천) és una àrea metropolitana de la República de Corea, situada en un estuari a la costa occidental de la península de Corea a la mar Groga. Està situada a l'oest de Seül i, com aquesta ciutat, també té una província especial pròpia.
El nom coreà 인천 es romanitza com Inch’ŏn segons el sistema McCune-Reischauer usat antigament i com Incheon segons la romanització revisada que és l'oficial a Corea del Sud des del 2000. El nom oficial complet és Ciutat Metropolitana d'Incheon (coreà: 인천광역시, Incheon Gwang-yeoksi / Inch'ŏn Kwang'yŏkshi).

## Història
El 1883, quan es va començar a construir l'actual port, que ara és el principal de Corea del Sud, el poble s'anomenava Jemulpo o Chemulp'o (제물포) i tenia tan sols 4.700 habitants. Avui en dia, aquesta àrea urbana té 2.500.000 habitants (2.662.509 habitants el 2010), amb una extensió de 965 km². És un important nucli industrial (indústria metal·lúrgica i tèxtil) i un centre de comerç.
El 15 de setembre de 1950, durant la Guerra de Corea, les tropes dels Estats Units hi van desembarcar per a alleugerir la pressió sobre el perímetre de Pusan, i hi va tenir lloc la batalla d'Inchon.